# 45-ös busz (Salgótarján)
A salgótarjáni 45-ös busz Baglyasalja és Idegér között közlekedett.

## Története
2008.február 4-én indult el a 45-ös busz a Helyi autóbusz-állomás – Idegér – Baglyasalja útvonalon, a baglyasaljai lakók kérésére, hogy könnyebben, és átszállás nélkül elérhetővé váljon számukra a piac és környéke.
A 2012.február 4-én bevezetett menetrendből kikerült a járat.

## Útvonala
| Baglyasalja felé: | Helyi autóbusz-állomás felé |
| --- | --- |
| Helyi autóbusz-állomás – Rákóczi út – Bem utca – Kővár út – Bereczki Máté út – Karancs út – Kővár út – Bem utca – Rákóczi út – Baglyasi út – Petőfi Sándor út – Baglyasalja, Katalintelep | Baglyasalja, Katalintelep – Petőfi Sándor út – Baglyasi út – Rákóczi út – Bem utca – Kővár út – Bereczki Máté út – Karancs út – Kővár út – Bem utca – Helyi autóbusz-állomás |

## Közlekedés
A 45-ös busz munkanap és szabadnap indult, Baglyasaljáról: 8:10-kor, a Helyi autóbusz-állomásról pedig 9:45-kor.